# 习明泽
习明泽（1992年6月25日—），小名（小）木子，中共中央总书记习近平與第二任妻子彭丽媛的独生女。

## 生平
1992年6月25日，習明澤在福建福州的婦幼保健院出生，名字为祖父习仲勋所取，“明泽”意为“天下开明，泽被苍生”，寓意“做个清清白白的人，做个对社会有用的人”。
2008年汶川大地震时以志愿者的身份前往四川绵竹的汉旺东汽小学，当了7天参与抢救伤者、心理辅导的慈善志愿者。2015年跟随父母回陕西省延川县文安驿镇梁家河村拜年。她的业余爱好是时装和阅读。
2025年6月，白俄罗斯总统卢卡申科访华期间，彭丽媛和习明泽都参加了习近平为卢卡申科举办的家庭晚宴，这是习明泽首次出席有外国领导人参加的宴会场合。

## 教育背景
2015年5月21日，彭丽媛在北京中南海钓鱼台国宾馆会见澳大利亚塔斯马尼亚州斯科奇·欧克伯恩学校师生时透露，习明泽小学就读于北京景山学校。
2003年至2009年期间，在杭州外国语学校进行初中及高中阶段的学习。
2009年8月，习明泽进入浙江大学外国语学院同声翻译专业。有媒体据“网上传言”报道，习明泽于2010年5月前往美国哈佛大学读本科，2014年於哈佛大學本科畢業。另有哈佛大学一位名叫大卫的老师透露，有中国派去的保镖24小时保护习明泽，美国联邦调查局也加派人手暗中保护。习明泽在美国期间使用化名“楚晨”，非常低调。据悉习明泽不使用Facebook等社交媒体。
2015年3月，哈佛大学社会科学教授傅高义在接受美国之音采访时证实，習明澤已經返回中國，同时否认了習明澤在哈佛就讀期間“受到特別對待”。
2022年2月，美國國會聯邦眾議院議員哈特兹勒提出新法案，禁止中國共產黨党籍官員及其家人進入美國高等教育系統深造。哈特茲勒披露，習明澤在哈佛大學完成本科學業後，仍繼續就讀美國研究所。哈特兹勒指出，2020到2021学年期间有大约31万7千名来自中国的留学生在美国读书，当中包括习明泽，她2014年在哈佛大学完成本科学位，于2019年重新报名研究所学习。

## 家庭背景
祖父习仲勋为中国共产党、中华人民共和国主要領導人，毛泽东时期属革命元勋，邓小平时期属中共八大元老之列，曾任国务院副总理，中共第十一届中央书记处书记，第十二届中央政治局委员、中央书记处书记，第五、第七届全国人大常委会副委员长。
父亲习近平为中国共产党及中华人民共和国的第五代最高领导人，自2012年起先后担任第十八、十九、二十届中共中央总书记、中央军委主席。
母亲彭丽媛为中华人民共和国国家一级歌唱演员、曾任第八、九、十届全国政协委员、中国人民解放军文职人员、解放军艺术学院院长。

## 信息泄密
美国官方媒体自由亚洲电台报道，在2019年，牛騰宇因为在恶俗维基网站上泄露了包括习明泽及其姑父邓家贵在内的中国大陆高层公职人员及其家属的个人隐私信息，又与恶俗维基网站创办者肖彦锐前往香港参与反修例运动，而被广东省茂名市茂南区网警大队以“涉嫌犯帮助信息网络犯罪活动罪”逮捕。 人权组织“改变中国”指控当局使用刑讯逼供。据自由亚洲电台报道，2020年茂名市茂南区人民法院判处牛騰宇14年有期徒刑及13万元罚款，罪名是“寻衅滋事罪”、“侵犯公民个人信息罪”和“非法经营罪”（其中以寻衅滋事罪判8年罚5万元，以侵犯公民个人信息罪判5年罚4万元，以非法经营罪判2年罚4万元）。另有23同案犯得到较轻的判罚。
2023年9月5日，一个被懷疑是習明澤的X帳號（昵称“My moment”）發佈了一張本人與習近平的亲密自拍合照，本人樣貌以笑脸贴图遮蔽，引发外界热议。